# Quân đội nhà Đinh

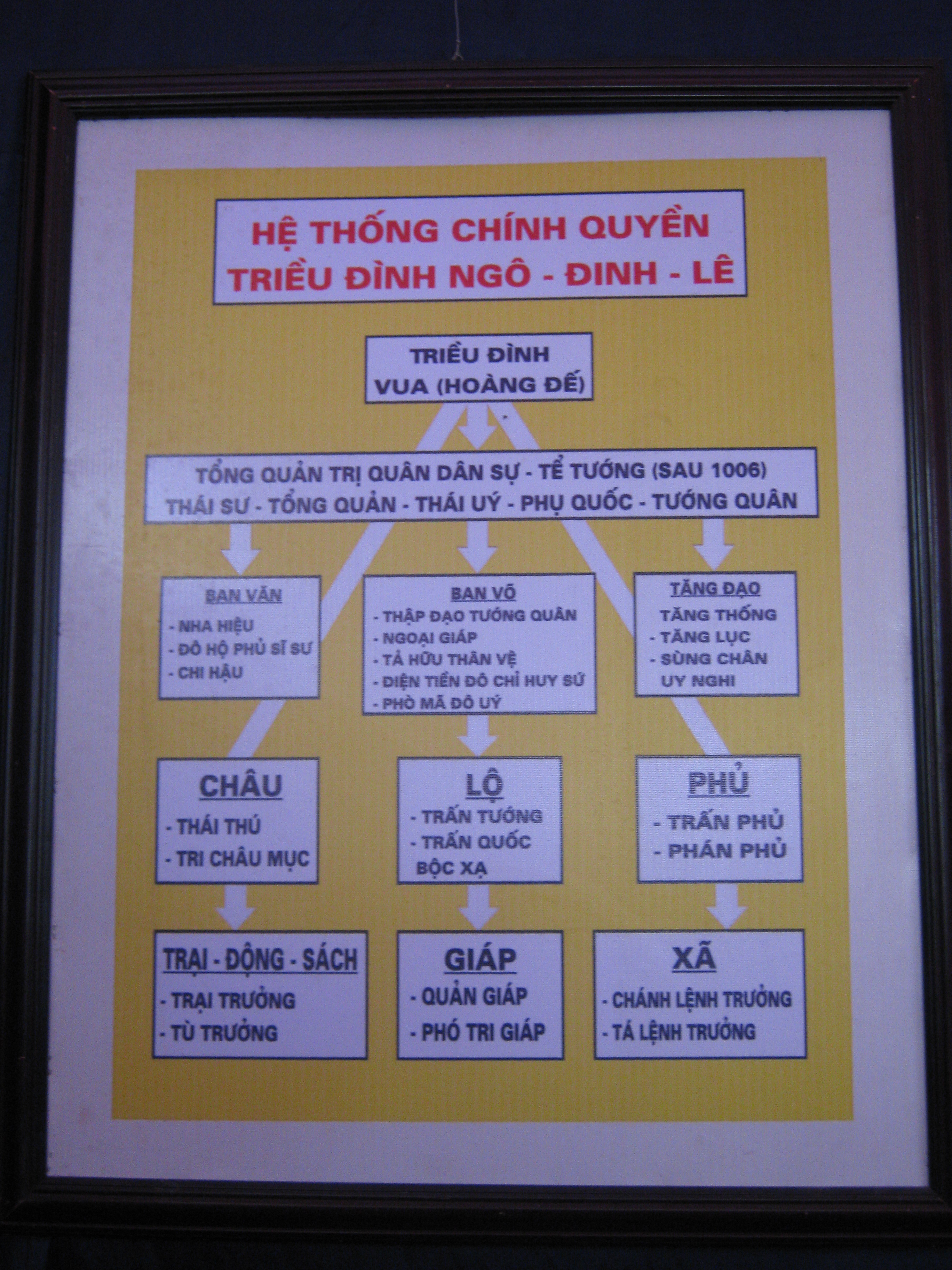
Mô hình hệ thống chính quyền thời Đinh ở cố đô Hoa Lư, Ninh Bình

Quân đội nhà Đinh phản ánh việc tổ chức quân đội và chính sách quân sự của nhà Đinh trong lịch sử Việt Nam. Quân đội nhà Đinh được các sử gia ghi nhận là quân đội được tổ chức chính quy đầu tiên trong lịch sử Việt Nam.

## Tổ chức
Theo ghi chép của sử sách, sau khi dẹp loạn 12 sứ quân, Đinh Bộ Lĩnh lên làm vua, đặt tên nước là Đại Cồ Việt, tự xưng là hoàng đế, tức là vua Đinh Tiên Hoàng.
Tiếp theo việc tổ chức bộ máy triều đình trung ương tại Hoa Lư, quy định cấp bậc văn võ, Đinh Tiên Hoàng tổ chức lực lượng quân đội trong cả nước. Theo Đại Việt sử ký toàn thư, Đinh Tiên Hoàng chia nước làm 10 đạo và tại mỗi đạo trong nước, triều đình tổ chức các đơn vị quân đội địa phương như sau:
- Mỗi đạo có 10 quân
- Mỗi quân có 10 lữ
- Mỗi lữ có 10 tốt
- Mỗi tốt có 10 ngũ
- Mỗi ngũ có 10 người

Người giữ chức vụ cao nhất trong quân đội là Thập đạo tướng quân Lê Hoàn, một vị tướng có nhiều công trạng trong cuộc chiến dẹp loạn các sứ quân. Ngoài Lê Hoàn, sử sách ghi chép rất ít về các chức danh quân đội khác, có thêm Phạm Cự Lạng làm Đại tướng quân vào thời điểm năm 980.
Quân đội được tổ chức thành các binh chủng bộ binh và thủy binh. Việc thành lập quân đội nhà Đinh được các sử gia ghi nhận là sự ra đời của quân đội được tổ chức chính quy đầu tiên trong lịch sử Việt Nam. Các lực lượng quân sự của các chính quyền trước đó như Hùng Vương, An Dương Vương còn sơ khai, các chính quyền giành độc lập thời Bắc thuộc (Hai Bà Trưng, nhà Tiền Lý, Mai Hắc Đế, Phùng Hưng...) đến thời nhà Ngô tuy có tổ chức lực lượng vũ trang nhưng được xem là không đủ điều kiện để trở thành quân đội chính quy của một triều đình phong kiến.
Theo cách tổ chức này, tổng số quân đội nhà Đinh là 1 triệu người. Sử gia Ngô Thì Sĩ thế kỷ 18 cho rằng: Lúc bấy giờ binh và nông chưa chia, khi có việc thì gọi ra, xong việc thì về làm ruộng. Các sử gia hiện nay cũng đồng tình về ý kiến này, cho rằng việc định ngạch quân 10 đạo là định sẵn khung biên chế quân đội trong cả nước, và đăng ký vào sổ quân, khi cần thiết triều đình sẽ gọi lính. Tới thời Lý (thế kỷ 11), quân đội thường trực cũng chỉ có khoảng 10 vạn người nên thời Đinh số quân thường trực không thể đạt tới con số đó và các sử gia ước tính số quân thời Đinh khoảng 3-4 vạn người.
Trong sách Dư địa chí (thế kỷ 15), Nguyễn Trãi cho rằng thời Đinh có 310 vạn đinh, nhưng các sử gia hiện nay cho rằng con số này cao hơn thực tế và thế kỷ 10 chưa cho phép tổ chức một lực lượng quân đội đông tới 1 triệu người. Trong sách Việt Nam sử lược, sử gia Trần Trọng Kim có ý kiến tương tự, nhưng với số quân ước tính cao hơn:
Thiết tưởng nước ta bấy giờ đất thì nhỏ, người thì ít, lấy đâu làm một triệu quân được, và lấy cơm gạo đâu mà nuôi được bấy nhiêu người. Họa chăng Tiên Hoàng có được độ 10 vạn người đã là nhiều.
Sử gia Nguyễn Khắc Thuần cho rằng con số về cách tổ chức như trên chỉ phản ánh mong ước của nhà Đinh đặt ra (số quân sẽ có ở từng đơn vị, địa phương), còn điều kiện thực tế khi đó chưa thể có số dân và đinh cho phép triều đình tổ chức thành những đạo quân địa phương đông đảo như vậy trong cả nước.
Ngoài ra, còn ý kiến cho rằng cách thức tổ chức quân đội theo 10 đạo hành chính trong nước chính là việc tổ chức quân đội chia đều cho các địa phương mà sau này Lê Đại Hành kế tục với việc phân phong cho hơn 10 người con tới những địa phương này cai quản. Đây chính là mầm mống của chính sách "ngụ binh ư nông" – phương thức tổ chức quân đội dựa vào nông dân tại các địa phương trong thời phong kiến Việt Nam chính thức áp dụng kể từ thời Lý.

## Trang phục
Sử sách không ghi rõ về quần áo nhưng có đề cập tới loại mũ mà quân đội nhà Đinh dùng. Theo Đại Việt sử ký toàn thư, vào tháng 2 năm 974, Đinh Tiên Hoàng quy định về việc tổ chức quân đội thành 10 đạo, quy định cho quân lính đầu đội mũ bình đính vuông bốn góc. Việc ban hành quy định mũ cho quân đội được tiến hành trước khi ra quy định áo mũ cho các quan văn võ (vào năm 975).
Loại mũ này được làm bằng da, chóp phẳng, bố bên khâu liền, trên hẹp dưới rộng. Các sử gia thời Hậu Lê xác nhận rằng quy chế dùng loại mũ này đến khi Lê Lợi khởi nghĩa chống quân Minh vẫn còn dùng, đời sau vẫn theo như vậy.

## Hoạt động quân sự
Sử sách ghi nhận hoạt động tác chiến của binh lính dưới quyền Đinh Bộ Lĩnh chủ yếu diễn ra trong thời Ngô (chống triều đình) và khi dẹp loạn 12 sứ quân – khi đó quân đội là lực lượng cát cứ địa phương. Các thần phả nhắc tới những cuộc chiến ác liệt với các sứ quân Nguyễn Siêu, Kiều Công Hãn, Đỗ Cảnh Thạc. Từ khi thành lập, nhà Đinh chính thức tổ chức ra quân đội với quy mô cả nước, nhưng cho tới khi kết thúc năm 980 chỉ  xảy ra hoạt động quân sự được phản ánh trong chính sử là việc các tướng Nguyễn Bặc, Đinh Điền, Phạm Hạp chống lại Lê Hoàn, một cuộc chiến nội bộ giữa các cánh quân triều đình.
Không lâu sau khi nhà Đinh được thay thế bằng nhà Tiền Lê (tháng 7 năm 980), lực lượng quân đội của nhà Đinh chuyển tiếp dưới quyền vị vua mới (và tướng cũ) Lê Hoàn đã đánh bại quân xâm lược nhà Tống do Hầu Nhân Bảo chỉ huy đầu năm 981.